# Những cánh hoa mong manh
Những cánh hoa mong manh là một bộ phim điện ảnh truyền hình được thực hiện bởi Trung tâm Phim truyền hình Việt Nam, Đài Truyền hình Việt Nam, do Vũ Minh Trí làm đạo diễn. Phim sản xuất năm 2003 và phát sóng lần đầu trong chương trình Văn nghệ Chủ Nhật ngày 11 tháng 1 năm 2004, trên kênh VTV3.

## Diễn viên
- Dũng Nhi trong vai Vũ
- Thanh Hương trong vai Khuê
- Duy Anh trong vai Khôi
- Ngọc Thoa trong vai Bà Tân
- Hoàng Chung trong vai Chung
- Trung Anh trong vai Thái
- Ngọc Dung trong vai Thủy
- Thu Quế trong vai Mẹ Khuê
- Hoàng Lan trong vai Hà
- Anh Thái
- Mạnh Cường
- Quang Tùng

## Giải thưởng và đề cử
| Năm  | Giải thưởng         | Hạng mục             | Nhận giải   | Kết quả       | Nguồn       |
| ---- | ------------------- | -------------------- | ----------- | ------------- | ----------- |
| 2004 | Giải Cánh diều 2003 | Phim video           | —           | Cánh diều Bạc | [ 1 ] [ 2 ] |
| 2004 | Giải Cánh diều 2003 | Diễn viên triển vọng | Thanh Hương | Đoạt giải     | [ 1 ] [ 2 ] |